# Swfdec
Swfdec – biblioteka multimedialna służąca odtwarzaniu animacji, filmów wideo (przy wykorzystaniu biblioteki libavcodec) oraz stron internetowych stworzonych z wykorzystaniem technologii Adobe Flash.